# Sciophila bicuspidata
Sciophila bicuspidata är en tvåvingeart som beskrevs av Zaitzev 1982. Sciophila bicuspidata ingår i släktet Sciophila och familjen svampmyggor. Arten har ej påträffats i Sverige. Inga underarter finns listade i Catalogue of Life.